# Liste der Bischöfe von Brünn

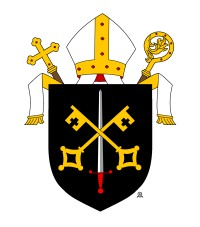
Wappen des Bistums Brünn

## Bischöfe
Die folgenden Personen waren bzw. sind Bischöfe von Brünn
| Nr. | Bischof                                              | von  | bis  | Beschreibung | Darstellung | Wappen |
| --- | ---------------------------------------------------- | ---- | ---- | --- | ----------- | ------ |
| 01  | Mathias Franz Graf von Chorinsky Freiherr von Ledske | 1777 | 1786 | * 4. Oktober 1720 in Patschlawitz, am 5. April 1743 in Olmütz zum Priester geweiht, am 11. September 1769 zum Titularbischof von Sebaste in Palaestina und Weihbischof in Olmütz, am 18. Mai 1777 zum Bischof von Brünn ernannt, † 30. Oktober 1786 |             |        |
| 02  | Johann Baptist Lachenbauer O. Cr.                    | 1786 | 1799 | * 31. Januar 1741 in Broumov, am 7. April 1764 zum Priester geweiht, am 7. Dezember 1786 zum Bischof von Brünn ernannt, konsekr. am 22. Februar 1787, † 22. Februar 1799 |             |        |
| 03  | Vinzenz Joseph Graf von Schrattenbach                | 1800 | 1816 | * 18. Juni 1744 in Brünn, am 15. August 1786 in Salzburg, (Österreich) zum Priester geweiht, am 31. Mai 1777 zum Bischof von Lavant, (verlegt nach Marburg an der Drau / Untersteiermark, heute Erzbistum Maribor in Slowenien) ernannt, konsekr. am 6. Juni 1777, emerit. am 29. Juni 1790, am 26. Juni 1795 erneut Bischof von Lavant, am 4. Juni 1800 Bischof von Brünn, † 25. Mai 1816 |             |        |
| 04  | Wenzel Urban von Stuffler                            | 1816 | 1831 | * 27. September 1764 in Brünn, am 7. März 1789 zum Priester geweiht, am 28. Juli 1817 zum Bischof von Brünn ernannt, konsekr. 28. Juli 1817, † 24. Mai 1831 |             |        |
| 05  | Franz Anton Gindl                                    | 1831 | 1841 | * 15. September 1786 in Ratten, am 9. September 1809 in Seckau zum Priester geweiht, am 30. September 1831 zum Titularbischof von Aureliopolis in Lydia und Weihbischof in Olmütz ernannt, am 16. November 1831 Bischof von Brünn ernannt, konsekr. am 22. Januar 1832, am 23. Januar 1841 Bischof von Gurk, † 24. Oktober 1841                                                            |             |        |
| 06  | Anton Ernst Graf von Schaffgotsch                    | 1841 | 1870 | * 16. Februar 1804 in Brünn, am 8. September 1827 zum Priester geweiht, am 11. Juli 1839 zum Titularbischof von Aureliopolis in Lydia und Weihbischof in Olmütz ernannt, konsekr. am 20. Oktober 1839, am 27. Januar 1842 Bischof von Brünn, † 31. März 1870 |             |        |
| 07  | Karl Nöttig                                          | 1870 | 1882 | * 23. November 1806 in Bělotín/Bölten, 1833 zum Priester geweiht, am 17. August 1870 zum Bischof von Brünn ernannt, konsekr. am 8. Januar 1871, † 14. Januar 1882 |             |        |
| 08  | Franziskus von Sales Bauer                           | 1882 | 1904 | * 26. Januar 1841 in Hrachovec, am 19. Juli 1863 in Olmütz zum Priester geweiht, am 3. Juli 1882 zum Bischof von Brünn ernannt, konsekr. am 15. August 1882, am 10. Mai 1904 Erzbischof von Olmütz, zum Kardinal kreiert am 27. November 1911, † 26. November 1915 |             |        |
| 09  | Paul Graf Huyn                                       | 1904 | 1916 | * 17. Februar 1868 in Brünn, am 7. Juni 1892 zum Priester geweiht, am 17. April 1904 zum Bischof von Brünn ernannt, konsekr. 26. Juni 1904, am 4. Oktober 1916 Erzbischof von Prag, emerit. am 6. Februar 1919 und Titularerzbischof von Serdica, am 13. Juni 1921 von Papst Benedikt XV. zum Ehren-Patriarchen von Alexandrien erhoben, † 1. Oktober 1946                                 |             |        |
| 10  | Norbert Johann Klein, O.T.                           | 1916 | 1926 | * 25. Oktober 1866 in Braunseifen, am 27. Juli 1890 zum Priester geweiht, am 7. Dezember 1916 zum Bischof von Brünn ernannt, konsekr. 28. Januar 1917, 1923 Deutschordens-General, emerit. 4. Januar 1926 und Titularbischof von Syene, † 10. März 1933. |             |        |
| 11  | Josef Kupka                                          | 1931 | 1941 | * 7. Mai 1862 in Schwarzenberg, am 20. September 1884 zum Priester geweiht, am 10. April 1924 zum Titularbischof von Adraa und Weihbischof in Brünn ernannt, am 22. Oktober 1931 Bischof von Brünn, † 10. Juni 1941 |             |        |
|     | Sedisvakanz 1941–1946                                |      |      | |             |        |
| 12  | Karel Skoupý                                         | 1946 | 1972 | * 30. Dezember 1886 in Lipůvka, am 16. Juli 1911 zum Priester geweiht, am 3. April 1946 zum Bischof von Brünn ernannt, konsekr am 30. Juni 1946, † 22. Februar 1972 |             |        |
|     | Sedisvakanz 1972–1990                                |      |      | |             |        |
| 13  | Vojtěch Cikrle                                       | 1990 | 2022 | * 20. August 1946 in Brünn, am 27. Juni 1976 zum Priester geweiht, am 14. Februar 1990 Bischof von Brünn, geweiht am 31. März 1990 |             |        |
| 14  | Pavel Konzbul                                        | 2022 |      | * 17. Oktober 1965 in Brünn, am 28. Juni 2003 zum Priester geweiht, am 7. Mai 2016 Titularbischof von Litomyšl und Weihbischof in Brünn, am 26. Mai 2022 Bischof von Brünn. |             |        |

## Weihbischöfe
Die folgenden Personen sind/waren Weihbischöfe in Brünn
| Nr. | Bischof       | von  | bis  | Beschreibung | Darstellung | Wappen |
| --- | ------------- | ---- | ---- | --- | ----------- | ------ |
| 01  | Josef Kupka   | 1924 | 1931 | * 7. Mai 1862 in Schwarzenberg, am 20. September 1884 zum Priester geweiht, am 10. April 1924 zum Titularbischof von Adraa und Weihbischof in Brünn ernannt, am 22. Oktober 1931 Bischof von Brünn, † 10. Juni 1941          |             |        |
| 02  | Petr Esterka  | 1999 | 2013 | * 14. November 1935 in Dolní Bojanovice, am 9. März 1963 zum Priester geweiht, am 5. Juli 1999 zum Titularbischof von Cefala und Weihbischof in Brünn ernannt, geweiht am 11. September 1999, emeritiert am 9. Dezember 2013 |             |        |
| 03  | Pavel Konzbul | 2016 | 2022 | * 17. Oktober 1965 in Brünn, am 28. Juni 2003 zum Priester geweiht, am 7. Mai 2016 Titularbischof von Litomyšl und Weihbischof in Brünn, am 26. Mai 2022 Bischof von Brünn.                                                  |             |        |